# Медаль «За отличие в охране государственной границы СССР»
Медаль «За отличие в охране государственной границы СССР» — государственная награда СССР.
Учреждена Указом Президиума ВС СССР от 13 июля 1950 года. Автор рисунка медали — художник П. М. Веременко.

## Положение о медали
Медалью «За отличие в охране государственной границы СССР» награждались военнослужащие погранвойск МГБ, МВД, КГБ СССР и лица из числа гражданского населения:
- за храбрость и самоотверженность, проявленные в боевых действиях при задержании нарушителей государственной границы СССР;
- за умелое руководство боевыми действиями пограничного наряда при защите неприкосновенности границы СССР;
- за высокую бдительность и инициативные действия, в результате которых были задержаны нарушители государственной границы;
- за умелую организацию пограничной службы и примерную работу по укреплению государственных границ СССР;
- за безупречное несение службы по охране государственных границ СССР;
- за активную помощь пограничным войскам в их боевой работе по охране государственных границ СССР.

Медаль «За отличие в охране государственной границы СССР» носится на левой стороне груди и при наличии других медалей СССР располагается после медали «Партизану Отечественной войны» II степени.
В 1966 году изменялось описание медали, в 1977 и 1980 положение о ней.
Медалью могли награждать повторно, за новые подвиги и отличия. По состоянию на 1 января 1995 года медалью «За отличие в охране государственной границы СССР» совершено примерно 67 520 награждений.
После распада СССР медаль была возрождена в качестве награды Российской Федерации.

## Описание
Медаль «За отличие в охране государственной границы СССР» до 1966 года изготовлялась из серебра. Позднее из нейзильбера, посеребренная, а затем и из медно-никелевого сплава. Медаль имеет форму правильного круга диаметром 32 мм.
На лицевой стороне медали изображена фигура вооружённого автоматом ППШ солдата, стоящего на страже у пограничного столба, на заднем плане — горы.
На оборотной стороне медали надпись рельефными буквами «За отличие в охране государственной границы СССР». В нижней части по окружности расположены дубовые ветви, перевитые ленточкой. В верхней части изображена выпуклая пятиконечная звёздочка, а в нижней — серп и молот.
Обе стороны медали по окружности окаймлены выпуклым бортиком. Медаль при помощи ушка и кольца соединяется с пятиугольной колодкой, обтянутой зелёной шёлковой муаровой лентой шириной 24 мм с красными полосками по краям ленты шириной в 3 мм каждая.